# Lisandro Macarrulla
Lisandro José Macarulla Tavárez (Santo Domingo, 19 de diciembre de 1956) es un empresario dominicano, Se desempeñó como Ministro Administrativo de la Presidencia de la República Dominicana durante los primeros dos años de gestión del presidente Luis Abinader.

## Biografía
Lisandro José Macarulla Tavárez nació el 19 de diciembre de 1956 en Santo Domingo en el seno de una familia adinerada. Es Licenciado en Administración de Empresas con un Master in Finance/ Service Management del Instituto Rochester de New York.
Presidio el Grupo MAC uno de los grupos empresariales de la República Dominicana, este grupo empresarial familiar posee inversiones en el sector inmobiliario, turístico y de la construcción.
Macarrulla ha sido presidente de la Asociación de Industrias de la República Dominicana (AIRD), Asociación de Industrias de Materiales de Construcción, dos veces presidente del Consejo Nacional de la Empresa Privada (CONEP), presidente de la Asociación de Productores de Cemento del Caribe y la Federación Iberoamericana de Cemento. dirige la "Asociación Ciudad Ovando" una institución sin fines de lucro que busca preservar el casco histórico de la Ciudad Colonial de Santo Domingo.

## Grupo MAC
El Grupo MAC es un holding de empresas e inversiones multinacionales que dirige Lisandro Macarrulla y sus familiares, las empresas e inversiones pertenecientes a este grupo se encuentran divididas en:

#### MAC Industrias y Puertos
- Consorcio VMO[5] compuesto por VMO Industrias[6] y VMO Concretos[7] dedicados a la fabricación y comercialización de materiales de construcción
- DOMICEM: Industria de cemento con presencia en República Dominicana, Haití y Jamaica[8] donde comparte inversiones con Grupo Inicia de la poderosa Familia Vicini y la empresa italiana Colacem.

#### MAC Inmobiliaria
- CONDI: Administradora de activos inmobiliarios en República Dominicana y otros países.[9]
- Inversiones Turísticas Sans Souci: Administradora del Puerto Sans Souci y desarrolladora de proyectos inmobiliarios, turísticos, hoteleros y de negocios en la zona de Sans Souci[10]
- MAC CC: Desarrolladora inmobiliaria de propiedades exclusivas en el casco histórico de la Ciudad Colonial de Santo Domingo.

#### MAC Ingeniería
- MAC Construcciones: Subsidiaria del Grupo MAC dedicada al desarrollo inmobiliario habitacional con proyectos que incluyen La Nueva Barquita[11]
- River Construction Group Group (RCG): Empresa de desarrollo inmobiliario público y privado.[12]
- Internacional de Servicios Marítimos: Empresa dedicada a ofrecer servicios marítimos diversos en todo el Caribe[13]

#### MAC Puertos y Logística
- Sans Souci Ports: Puerto privado multipropósito y el principal puerto de la ciudad de Santo Domingo.[14]
- Marina & Yacht Club: Marina y puerto deportivo ubicada en Santo Domingo[15]
- Fast Auto Logistics: Empresa de logística marítima.[16]

#### MAC Turismo
- Milan Worldwide: Empresa propietaria de Hotel Hodelpa Nicolás de Ovando, Hotel Casa Real y Hotel Novus Plaza en la Ciudad Colonial de Santo Domingo.[17]